# Бартумеу Кассани, Жауме
Жа́уме Бартуме́у Касса́ни (кат. Jaume Bartumeu Cassany; 10 ноября 1954, Андорра-ла-Велья, Андорра) — андоррский государственный и политический деятель, Глава правительства Андорры с 5 июня 2009 по 28 апреля 2011 года.

## Политическая деятельность
Юрист по образованию, долгое время занимался адвокатской практикой. Министр финансов Андорры в 1990—1992 годах. Депутат парламента с 1992 года. Основатель Социал-демократической партии Андорры с 2000 года, выигравшей под его руководством выборы в 2009 году. В 2007 году — член комитета ПАСЕ по правовым вопросам и правам человека.
В ходе парламентского голосования 29 мая 2009 года не смог заручиться необходимым числом голосов депутатов для утверждения на посту главы правительства Андорры. В ходе второго голосования по тому же вопросу, состоявшегося 3 июня 2009 года, Жауме Бартумеу Кассани был утверждён на посту главы правительства простым большинством голосов.
Благодаря своему неустойчивому положению в парламенте правительство Бартумеу Кассани столкнулось с серьёзными проблемами в реализации собственной политики. В частности, кабинет не смог провести через парламент предложенную им налоговую реформу, и не смог добиться утверждения бюджета на 2011 год. Вследствие этого Бартумеу вынужден был пойти на крайний шаг и объявить о проведении досрочных выборов. Они состоялись 3 апреля 2011 года и окончились крайне неудачно для Социал-демократической партии Андорры. Партия получила вполовину меньший результат по сравнению с предшествующими выборами.

## Награды
- Крест Семи Рук[кат.] (10 июля 2024 года, Андорра)[4].